# Pontiac Tempest (1987)
Pontiac Tempest – samochód osobowy klasy średniej produkowany pod amerykańską marką Pontiac w latach 1987 – 1991.

## Historia i opis modelu

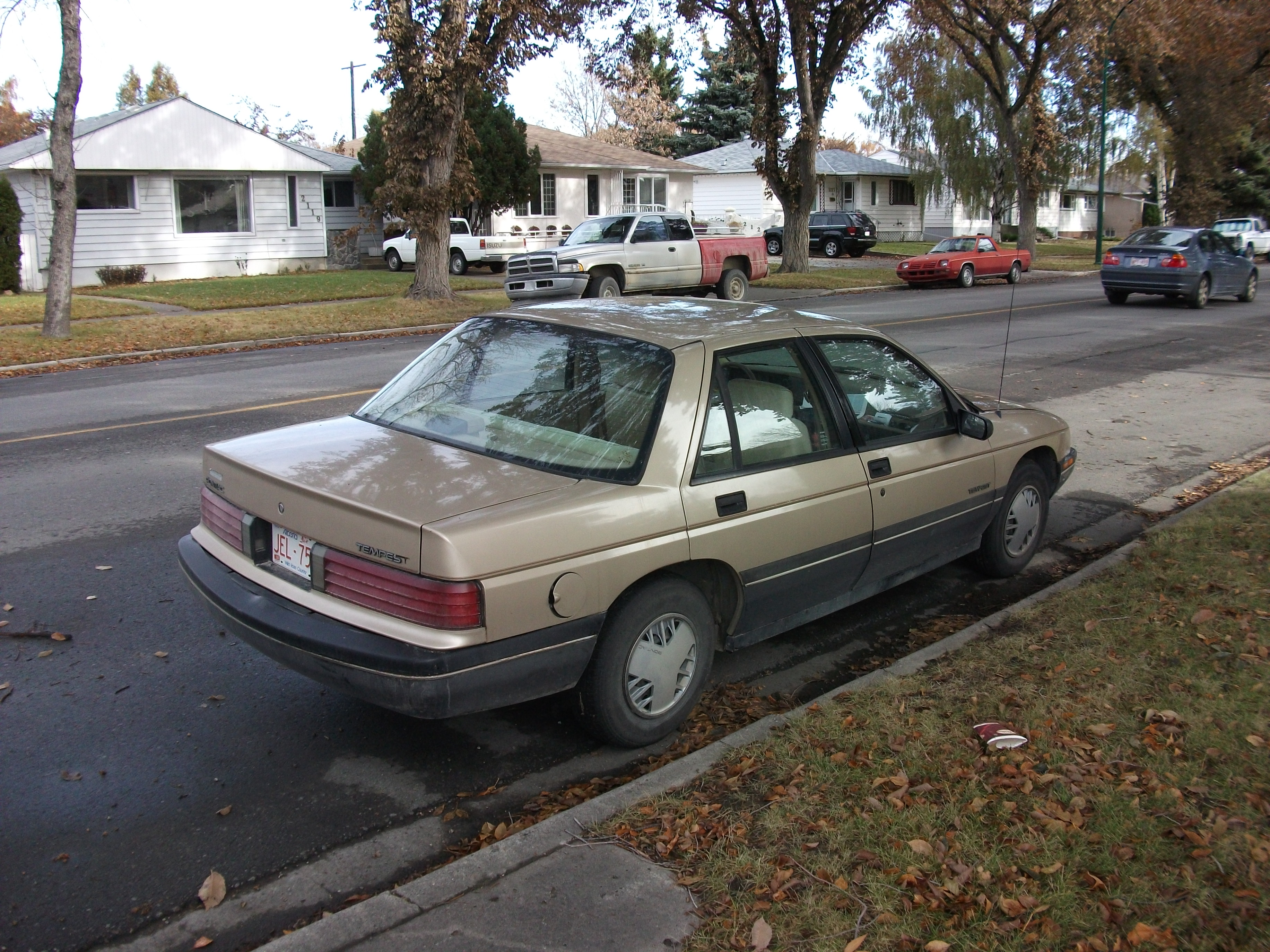
Pontiac Tempest - tył

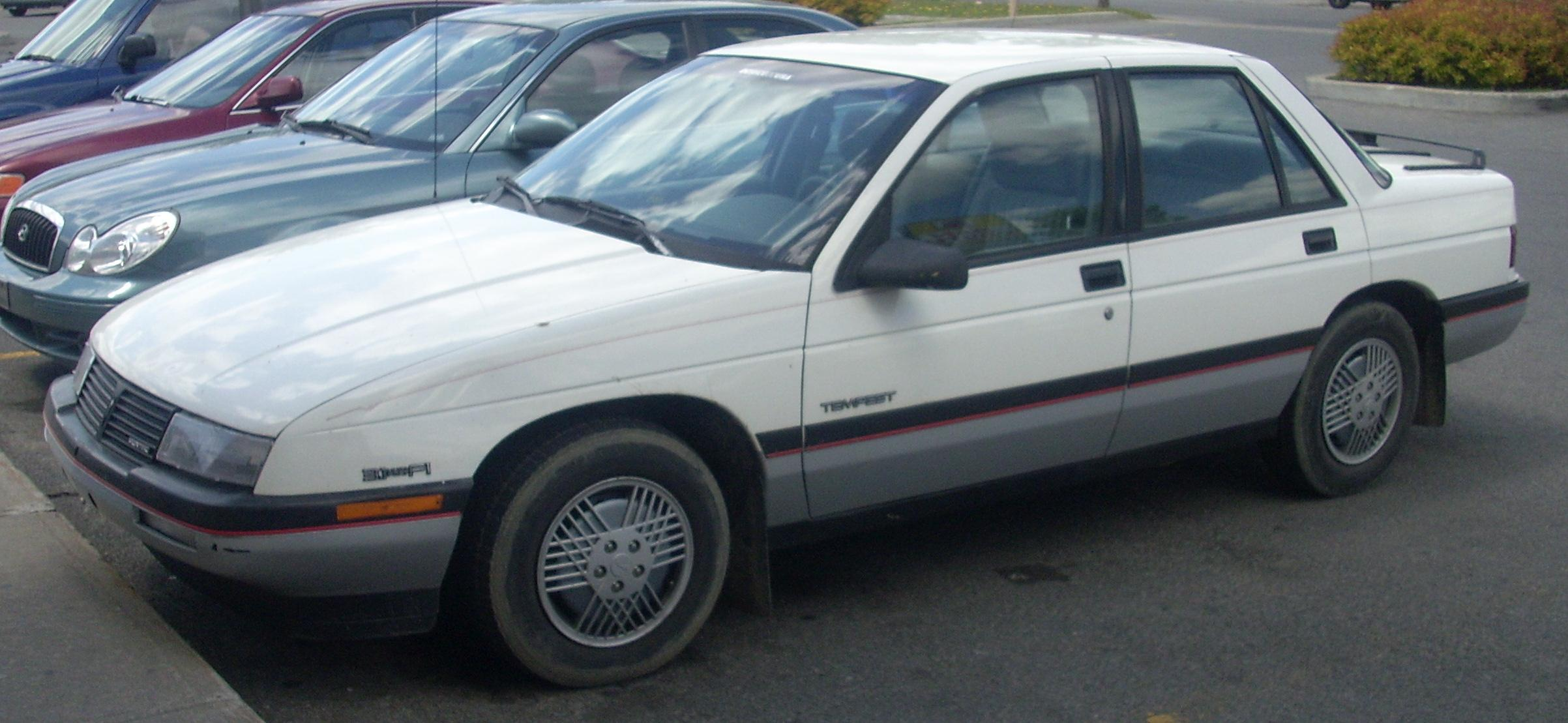
Pontiac Tempest LTZ

W 1987 roku kanadyjski oddział General Motors podjął decyzję o poszerzeniu lokalnej oferty marki Pontiac o bliźniaczą wersję przedstawionego równolegle średniej wielkości modelu Chevrolet Corsica, na potrzeby której przywrócono do użytku stosowaną już wcześniej w latach 70. nazwę Tempest.
Różnice wizualne między modelami były minimalne - inna była atrapa chłodnicy oraz oznaczenia modelu i producenta.  
Samochód przeznaczono do sprzedaży wyłącznie w Kanadzie, a produkcja zakończyła się przedwcześnie po 4 latach w 1991 roku. Bliźniaczy Chevrolet Corsica był produkowany 4 lata dłużej, do 1996 roku i w przeciwieństwie do modelu Pontiaka, oferowany był także na rodzimym rynku Stanów Zjednoczonych, a także w Meksyku

### Wersje wyposażeniowe
- LT
- LTZ

### Silniki
- R4 2,0 l (122 in³) OHV
- R4 2,2 l (134 in³) OHV
- V6 2,8 l (173 in³) LB6
- V6 3,1 l (189 in³) Gen II